# بولينا خونينا
بولينا سيرغيفنا خونينا (الروسية: Полина Сергеевна Хонина ، من مواليد 15 ديسمبر 1998 في كيروف ، روسيا) هي لاعبة جمباز إيقاعية روسية. عملت كمدربة جمباز وقد دربت لاعبي الجمباز من المنتخب الوطني لكوريا وهونغ كونغ والدنمارك.

## روابط خارجية
- Polina KHONINA في الاتحاد الدولي للجمباز

- Polina Khonina profile باللغة الروسية
- بولينا خونينا على إنستغرام